# سرجیو زانتی
سرجیو زانتی (انگلیسی: Sergio Zanetti؛ زادهٔ ۲۲ نوامبر ۱۹۶۷) بازیکن فوتبال اهل آرژانتین است.
از باشگاه‌هایی که در آن بازی کرده‌است می‌توان به باشگاه فوتبال کرمونزه و باشگاه فوتبال راسینگ کلوب آویاندا اشاره کرد.